# 小林澄兄
小林 澄兄（こばやし すみえ、1886年（明治19年）6月18日 - 1971年（昭和46年）7月14日）は、日本の教育学者。慶応義塾大学名誉教授。長野県上伊那郡東箕輪村（現・箕輪町）出身。号は乳木生(にゅうもくせい)。

## 履歴
中学から東京に出て、早稲田中学に1年在学してから、慶應義塾普通部2年に転入学。1910年(明治43年)慶応義塾大学部文学科卒。学生時代は、文学を志し、同人雑誌の編集や創作活動に加わった。高山樗牛と大町桂月に心酔した。その後、教育学に関心を持つようになり、教育学を川合貞一と稲垣末松に、教育史及び教育学史を石田新太郎から学ぶ。
1910年、『慶応義塾学報』(後の『三田評論』)の編集事務担当となり、翌年、慶應義塾普通部教員となる。英語と修身を担当。1911年(明治44年)慶応義塾大学部予科教員兼普通部教員を務めたあと、1914年(大正3年)4月〜1917年(大正6年)4月慶応義塾留学生となり、ドイツ、イギリス、フランス、スイスに滞在。教育学の研究及び教育事情の視察を行い、また帰国時にはアメリカ合衆国の教育事情の視察、調査を行って帰国した。小林はミュンヘン大学に籍を置くつもりだったが、第一次世界大戦の勃発で、ドイツ滞在は1ヶ月で打ち切り、イギリスに移って、ロンドン大学でヘルバルト学者のJ・アダムスと教育史研究者のJ・W・アダムソンの指導を受けた。またオックスフォード大学でキーテンジを訪問、パリ大学ではエミール・デュルケームの講義を聴講した。
1917年(大正6年)から1952年(昭和27年)まで慶大文学部教授として教育学、教育学史、教育史を担当。終戦後の1946年(昭和21年)2月には、アメリカ教育使節団に対する日本側委員の一人になる。ただし、1946年(昭和21年)10月から5年間、公職追放になった。慶応幼稚舎・普通部の主任、文学部長などを歴任。1952年（昭和27年）名誉教授、同年武蔵工大教授に就任。この間、1942年（昭和17年）日本教育学会の創設に尽力し、戦後は小原国芳らと国際新教育協会(のちの世界新教育連盟)を創設し、初代会長となった。
公職追放解除後の1951年9月からは自由学園講師も務めた。著書に「労作教育思想史」「教育百科辞典」「日本勤労教育思想史」など多数。1927年以来、慶応義塾普通部で、毎年「労作展覧会（労作展）」で、生徒たちの、ジャンル・テーマ・形式の全てが自由で、1年間をかけて自主的に作品が展示されているのは、彼の影響である。

## 著作
- 『新教育学の根本問題』1926年、太陽堂
- 『欧州教育見聞』明治図書、1928年
- 川合貞一教授還暦祝賀会編『川合教授還暦記念論文集』1931年、川合教授還暦祝賀会
- 『労作教育学』(岩波教育科学第17冊)、1933年
- (共著)『放送講座　近世教育思潮講座』1936年、日本放送協会
- 『国民教育の建設』1941年、玉川学園出版部
- 『労作教育思想史』丸善出版、1948年
- 『福沢諭吉』1949年、広島図書
- 『日本の勤労教育の思想史』誠文堂新光社、1951年
- (翻訳)デヴィッドソン『西欧教育思想史』学芸図書出版、1952年
- (翻訳)ケルシェンシュタイナー『労作学校の概念』玉川大学出版部、1965年